# سكينة يعقوبي
سكينة يعقوبي دكتورة أفغانية، تبلغ من العمر 65 عامًا، ووًلدت في هراة في أفغانستان. حازت جائزة وايز للتعليم 2015، في مؤتمر القمة العالمي للابتكار في التعليم بالدوحة، والتي تبلغ قيمتها 500 ألف دولار وذلك تكريمًا لها على الجهود التي بذلتها طيلة العقود الماضية من أفكار تنموية تعليمية لخدمة المجتمع الأفغاني على مدار 20 عامًا من فقر وجوع وأمية وتردي للأحوال الصحية بالإضافة إلى جهودها في تحقيق العدل والسلام.

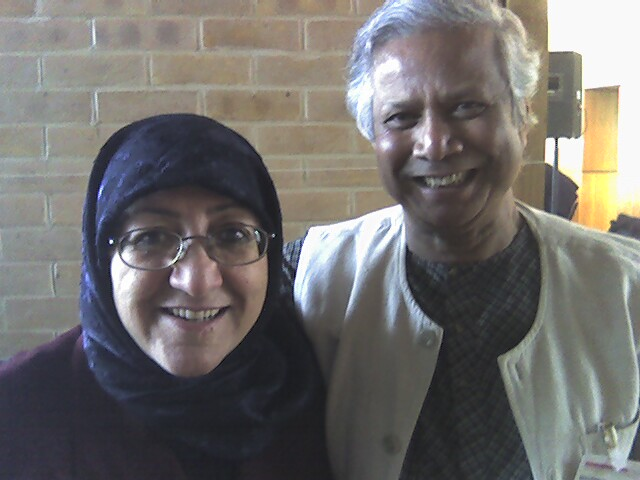
سكينة يعقوبي مع الحائز على جائزة نوبل للسلام محمد يونس

بدأت رحلتها في مطلع التسعينيات في مخيّم للاجئين الأفغان في باكستان وفتحت مدارس للأطفال ومراكز لتعليم النساء، ولقّبت بـ أم التعليم في أفغانستان. أسست المعهد الأفغاني للتعليم عام 1995، وتُكرس حياتها لترتقي بمستوى ووضع المرأة الأفغانية على مختلف المستويات، حيث تدير سكينة أكثر من 150 مشروعًا في مجالات التعليم والصحة في جميع أنحاء البلاد؛ وتهدف إلى تطوير التفكير النقدي؛ وتعزيز التوعية الصحية للمرأة، بالإضافة إلى تشجيع المرأة الأفغانية على تحدي التقاليد الاجتماعية المتطرفة التي حاصرت المرأة الأفغانية ولعقود داخل رقع أزرق، لا يعرف له أي أصل ديني أو منطقي. وأدار المعهد، الذي أسسته سكينة وامرأتان أخريان 80 مدرسة سرية، وأنشأ مكتبات متنقلة في أربع مدن أفغانية. وبحلول عام 2003، كان قد قدم خدماته لأكثر من 350,000 امرأة وبنت أفغانية من خلال برامجه لإعداد وتدريب المدرسين وبرامجه للتربية الصحية وتعليم حقوق الإنسان وبرامج تدريب القيادات النسائية وحملات محو الأمية، وفقًا لمؤسسة بيتر جروبر.
وفي 2004، حصلت سكينة يعقوبي على الجائزة الدولية لحقوق المرأة، والتي تمنحها الأمم المتحدة للذين قدموا إسهامات متميزة، غالبًا مع تعريض أنفسهم للمخاطر، في الدفع قدما بحقوق النساء والبنات، والذين زادوا من الوعي العام بضرورة هذه الحقوق.

## جائزة وايز
قالت الدكتورة يعقوبي عقب فوزها بجائزة وايز، إنها تفوز بالجائزة التي تعني لها الكثير، خصوصًا أنّها جاءت في وقت تمرّ فيه أفغانستان بفترة عصيبة ويعيش شعبها في رعب وفقر، مشيرةً إلى أنّ هذه الجائزة تشكّل بارقة أمل للاستمرار في توفير التعليم للمزيد من أبناء شعبها الأفغاني.

## مؤلفات
- Sakena Yacoobi, Women Educating Women in the Afghan Diaspora: Why and How, in Religious Fundamentalisms and the Human Rights of Women (ed. Courtney W. Howland), Palgrave MacMillan (2001), ISBN 0-312-29306-2